# Marcelo Soares
Marcelo Soares (sinh ngày 9 tháng 3 năm 1982) là một cầu thủ bóng đá người Brasil.

## Sự nghiệp câu lạc bộ
Marcelo Soares đã từng chơi cho Vegalta Sendai.

## Thống kê câu lạc bộ

### J.League
| Đội            | Năm       | J.League | J.League | J.League Cup | J.League Cup | Tổng cộng | Tổng cộng |
| Đội            | Năm       | Trận     | Bàn      | Trận         | Bàn          | Trận      | Bàn       |
| -------------- | --------- | -------- | -------- | ------------ | ------------ | --------- | --------- |
| Vegalta Sendai | 2009      | 34       | 16       | -            | -            | 34        | 16        |
| Tổng cộng      | Tổng cộng | 34       | 16       | 0            | 0            | 34        | 16        |